# 新納拓爾
新納 拓爾（にいろ たくじ、1965年-）は、日本の児童福祉専門家、地方自治体職員。

## 経歴
専修大学文学部を卒業後、1991年に神奈川県庁に入庁。
知的障害児施設、児童養護施設配属後、2001年以降児童相談所配属となり、神奈川県中央児童相談所等を経て鎌倉三浦地域児童相談所所長。神奈川県庁在職中、明石書店等から多数の著作がある。

## 著書
「ファミリーグループ・カンファレンス入門―子ども虐待における「家族」が主役の支援 」明石書店(2011年12月)
「子どもへの性的虐待の予防・対応・ケアに関する研究 児童相談所における性的虐待対応ガイドラインの策定に関する研究」厚生労働科学研究費補助金政策科学総合研究事業(2011年)
「DV問題に関連する児童虐待相談およびその通告に関する調査研究--警察・婦人相談所と児童相談所との連携における課題について」恩賜財団母子愛育会日本子ども家庭総合研究所(2009年)
講演
三浦市児童虐待防止シンポジウムパネルディスカッション 登壇（2023年11月11日開催）